# Мензел-Леджме-Схід
Мензел-Леджме-Схід – газоконденсатне родовище на сході Алжиру, що відноситься до басейну Беркіне.

## Загальна інформація
Родовище відкрили в 1995 році унаслідок спорудження компаніями Burlington Resources та Talisman Energy розвідувальної свердловини MLE-1, яка дала на тестуванні приплив у 1,2 млн м3 газу та 1,7 тисяч барелів конденсату з трьох горизонтів. Втім, на той час відкриття не викликало інтересу і в 2002-му вже канадська компанія First Calgary Petroleum узялась за спорудження оціночної свердловини MLE-2. Вона показала великий потенціал родовища, крім того, наступна кампанія із споруджених в 2004 – 2006 роках шести свердловин (LEC-1, MZLN-1, MZLS-1, LES-1, LES-2 та LEW-1) дозволила відкрити в тому ж районі ряд нафтових та газових покладів, який об’єднали під назвою Central Area Field Complex.
Продуктивні пласти пов’язані передусім з породами тріасу, а також девону. Колектори – пісковики.
Станом на 2013 рік запаси родовища оцінювались у 3,5 млрд м3.

## Розробка
Розробку веде консорціум у складі італійської Eni (викупила в 2007-му права у  First Calgary Petroleum) та алжирської державної Sonatrach, які мають 75% та 25% участі відповідно.
Видобуток стартував в 2013 році, при цьому отримані пластові флюїди надходять на газопереробний завод Мензел-Леджме, здатний приймати 10 млн м3 газу на добу. 
Станом на 2021 рік залишкові запаси проекту оцінювались у 4,6 млрд м3 газу, 6 млн барелів зрідженого нафтового газу та 90 млн барелів конденсату та нафти.